# Monoclona atrata
Monoclona atrata är en tvåvingeart som beskrevs av Gabriel Strobl 1898. Monoclona atrata ingår i släktet Monoclona och familjen svampmyggor. Inga underarter finns listade i Catalogue of Life.